# Andries Pieter Lambert Bia
Andries Pieter Lambert Bia (Utrecht, 21 maart 1902 - overleden) was burgemeester in oorlogstijd.
Hij was zoon van Johanna Hendrika Orban en winkelier Hendricus Johannes Bia. Hijzelf trouwde in 1933 als rijksambtenaar met Willemiena Plaggemars.
Bia werkte als adjunct-commies in Den Haag. Het Rijkscommissariaat benoemde hem in augustus 1942 tot burgemeester van Ooltgensplaat. Hij werd dat namens de Nationaal-Socialistische Beweging; Het Nationaal Dagblad meldde in september de installatie van kameraad A.P.L. Bia, een teken voor zijn politieke voorkeur. In zijn toespraak haalde hij de drie bronnen van de NSB aan: volk, vaderland en eerbied voor den arbeid. Aanwezig waren de groepsleiders van de NSB binnen Goeree Overflakkee en andere NSB-burgemeesters. 
Bia werd op 7 maart 1945 burgemeester van Boskoop; hij volgde daar burgemeester Ep Verkerk op. Van een ontslag van Ep Verkerk kwam geen melding. De benoeming werd bevestigd door het Rijkscommissariaat en vond plaats in een soort massabenoeming. De nieuwe burgemeesters kwamen in een aantal gevallen over vanuit reeds bevrijde delen van Nederland. Bia kwam direct over van de gemeente Ooltgensplaat, Den Bommel, Oude Tonge, Nieuwe Tonge en Stad aan 't Haringvliet. Bia werd bijna ingehaald door de tijd. Op 8 mei 1945 volgde alweer een soort schorsing. Toen de bevrijding voor heel Nederland gold kon via de militaire commissaris voor de Provincie Zuid-Holland de benoeming in juli 1945 met terugwerkende kracht per 8 mei 1945 opgeschort. Ook dat gebeurde in een massaschorsing; het kwam er op neer dat een groot deel van Zuid-Holland zonder burgemeester zat. Bia werd geïnterneerd, vrijgelaten en in december 1946 opnieuw geïnterneerd; hij werd in Hellevoetsluis vastgezet. 
Van de werkzaamheden voor en na zijn burgemeesterschap is niets bekend. Zijn laatste teken van leven is een familiebericht vanwege het overlijden van zijn schoonvader in 1948; het echtpaar woonde toen in Bussum.  Toen was Ep Verkerk alweer bijna drie jaar burgemeester van Boskoop.